# Эффа, Карел
Карел Эффа (настоящая фамилия — Эффенбергер) (чеш. Karel Effa; 23 мая 1922, Прага, Чехословакия — 11 июня 1993, там же) — чешский актёр театра, кино и телевидения.

## Биография
Во время германской оккупации Чехословакии и существования Протектората Богемии и Моравии служил в правительственных войсках дислоцированных в Италии. Бежал и вступил в чехословацкие отряды, сражающиеся на стороне западных союзников.
После окончания Второй мировой войны оставался на службе в армии в звании сержанта, в течение двух лет выступал в новосозданном Армейском художественном ансамбле под руководством Вита Неджедлы. Позже выступал на сценах Театра Сатиры, Государственного театра кино, Музыкального театра в Карлине в Праге, Театра ABC и других столичных театров. В 1950-е годы иногда выступал на эстраде. С 1979 года артист театра Semafor. Выступал на радио и телевидении.
Амплуа — разноплановый характерный актёр комического жанра. Играл, в основном, комических и трагикомических персонажей в опереттах и музыкальных комедиях. Много снимался в эпизодических и характерных ролях у Карела Земана и Олдржиха Липского, а так же в совместных советско-чехословацких фильмах.
Дебютировал в кино в 1947 году. Снялся в 86 кинофильмах и телесериалах не только Чехословакии, но и в Австрии, СССР, США, ФРГ, Италии, Франции и других странах.

## Избранная фильмография
- 1993 — Арабелла возвращается / Arabela se vrací
- 1987 — Хомяк в ночной рубашке / Křeček v noční košili — Бурейса, сторож
- 1985 — Принц-самозванец / Falešný princ — визирь
- 1985 — Матушка-Метелица / Perinbaba
- 1984 — …И снова эта Луция! / …a zase ta Lucie!
- 1984 — Амадей / Аmadeus — актёр театра Шиканедера
- 1977 — Да здравствуют духи! / At zijí duchové
- 1977 — Больница на окраине города / Nemocnice na kraji mesta — больничный гробовщик
- 1977 — Адела ещё не ужиналаа / Adéla ještě nevečeřela — шпик/нищий ветеран
- 1975 — Соло для слона с оркестром / Cirkus v cirkuse — ветеринар
- 1974-1979 — Тридцать случаев майора Земана / 30 prípadu majora Zemana
- 1971 — Соломенная шляпка / Slamený klobouk
- 1970 — Четырёх убийств достаточно, дорогая / Čtyři vraždy stačí, drahoušku — Коварский, владелец бара
- 1970 — Пан, вы вдова/ Pane, vy jste vdova! — посыльный
- 1970 — На комете / Na kometě — капрал Бен
- 1969 — Я убил Эйнштейна, господа / Zabil jsem Einsteina, pánové! — Заместитель начальника полиции
- 1968 — Очень грустная принцесса / Šíleně smutná princezna — проситель
- 1967 — Автомат желаний / Automat na prání
- 1966 — Похищенный дирижабль / Ukradená vzducholoď — агент 13
- 1966 — Кто хочет убить Джесси? / Kdo chce zabít Jessii?
- 1964 — Хроника шута / Bláznova kronika — Варга
- 1964 — Лимонадный Джо / Limonádový Joe aneb Koňská opera (Чехословакия) — Панчо Кид, стрелок
- 1963 — Вот придёт кот / Až přijde kocour — Янек, кооператор
- 1962 — Большая дорога / Velká cesta — Франц Фердинанд, эрцгерцог
- 1961 — Барон Мюнхгаузен / Baron Prášil — офицер гарнизона крепости
- 1961 — Флориан / Florián
- 1960 — Чёрная суббота / Černá sobota — пассажир в поезде
- 1959 — Принцесса с золотой звездой / Princezna se zlatou hvězdou — адъютант короля Казисвета
- 1959 — Потерянная фотография / Přátelé na moři — турист
- 1959 — Майские звёзды / Májové hvézdy — пассажир
- 1958 — Звезда едет на юг / Hvězda jede na jih — Зейда, гитарист
- 1957 — Отправление 13:30 / Florenc 13:30 — пассажир
- 1953 — Над нами рассвет / Nad námi svítá — Куба
- 1952 — Похищение / Únos
- 1952 — Гордая принцесса / Pysná princezna — казначей
- 1948 — Железный дед / Železný dědek
- 1947 — Похищенная граница / Uloupená hranice
- 1947 — Портажи / Portáši — посетитель трактира

Автор десятков бардовских песен, которые звучат и сегодня. Опубликовал мемуары «В знак совпадения» (1987) о своём жизненном опыте.
Карел Эффа скончался от тяжёлой болезни.